# Persoonia baeckeoides
Persoonia baeckeoides är en tvåhjärtbladig växtart som beskrevs av Peter Henry Weston. Persoonia baeckeoides ingår i släktet Persoonia och familjen Proteaceae. Inga underarter finns listade i Catalogue of Life.